# Ларшина
Ларшина — деревня в Вытегорском районе Вологодской области.
Входит в состав Мегорского сельского поселения, с точки зрения административно-территориального деления — в Мегорский сельсовет.
Расположена на берегу реки Мегра. Расстояние по автодороге до районного центра Вытегры — 40 км, до центра муниципального образования села Мегра — 2 км. Ближайшие населённые пункты — Верховье, Лема, Мегра.
По переписи 2002 года население — 28 человек (10 мужчин, 18 женщин). Всё население — русские.